# Kamienica przy 14 rue Martin Bernard w Montbrison
Kamienica przy 14 rue Martin Bernard – wzniesiona w 1587 roku. Od 1949 roku posiada status monument historique, w kategorii classé (zabytek o znaczeniu krajowym).

## Lokalizacja
Kamienica zlokalizowana jest przy 14 rue Martin-Bernard w miejscowości Montbrison, w departamencie Loara, w regionie Owernia-Rodan-Alpy.

## Historia
Pierwszy budynek wybudowany w tym miejscu należał, jak podaje E. Revérend du Mesnil, do rodziny Robertet. W XIV wieku został spalony przy plądrowaniu miasta przez wojska angielskie. Obecna kamienica powstała w 1587 roku, przedsionek ze sklepieniem kolebkowym, szeroka kręcona klatka schodowa, przęsła z listwami płaskimi oraz pasy strópów w elewacji przedniej i tylnej. Elewacja przy ulicy, posiada fasadę z ciosanego kamienia datowaną na rok 1587; data wpisana w prostokątny kartusz i powiązana z herbem. Herby mogły należeć do małżeństwa Robertet-Mandelot: po prawej stronie Eléonore, po lewej François lub do następnych właścicieli Marguerite Mandelot i Charlesa de Neuville. Rezydencja przeszła następnie w ręce rodziny Tournonów, a następnie Pierre'a Le Conte, kiedy w 1722 roku poślubił Claudine Devaux de Montbrison.
Pod koniec XIX wieku dokonano przebudowy wystroju wnętrz. W salon na pierwszym piętrze wstawiono nowe belki stropowe ozdobione malowanymi kartuszami przedstawiającymi widoki krajobrazów i lokalnej lub wyidealizowanej architektury. Budynek, całkowicie odrestaurowany w 1993 roku, stał się budynkiem mieszkalnym z gabinetem lekarskim.

## Opis
Elewacja od strony ulicy wykonana jest ciosanego granitu, elewacja od strony dziedzińca jest otynkowana. Elewacje mają pięć przęseł i trzy poziomy oddzielone gzymsami. Elewacja dziedzińca posiada wykusz wąskich świetlików, doświetlających krętą klatkę schodową. Okna z ciętego z granitu posiadają płaskie listwy.